# Franz Kolland

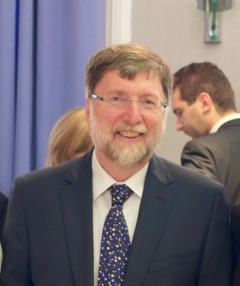
Franz Kolland, 2016

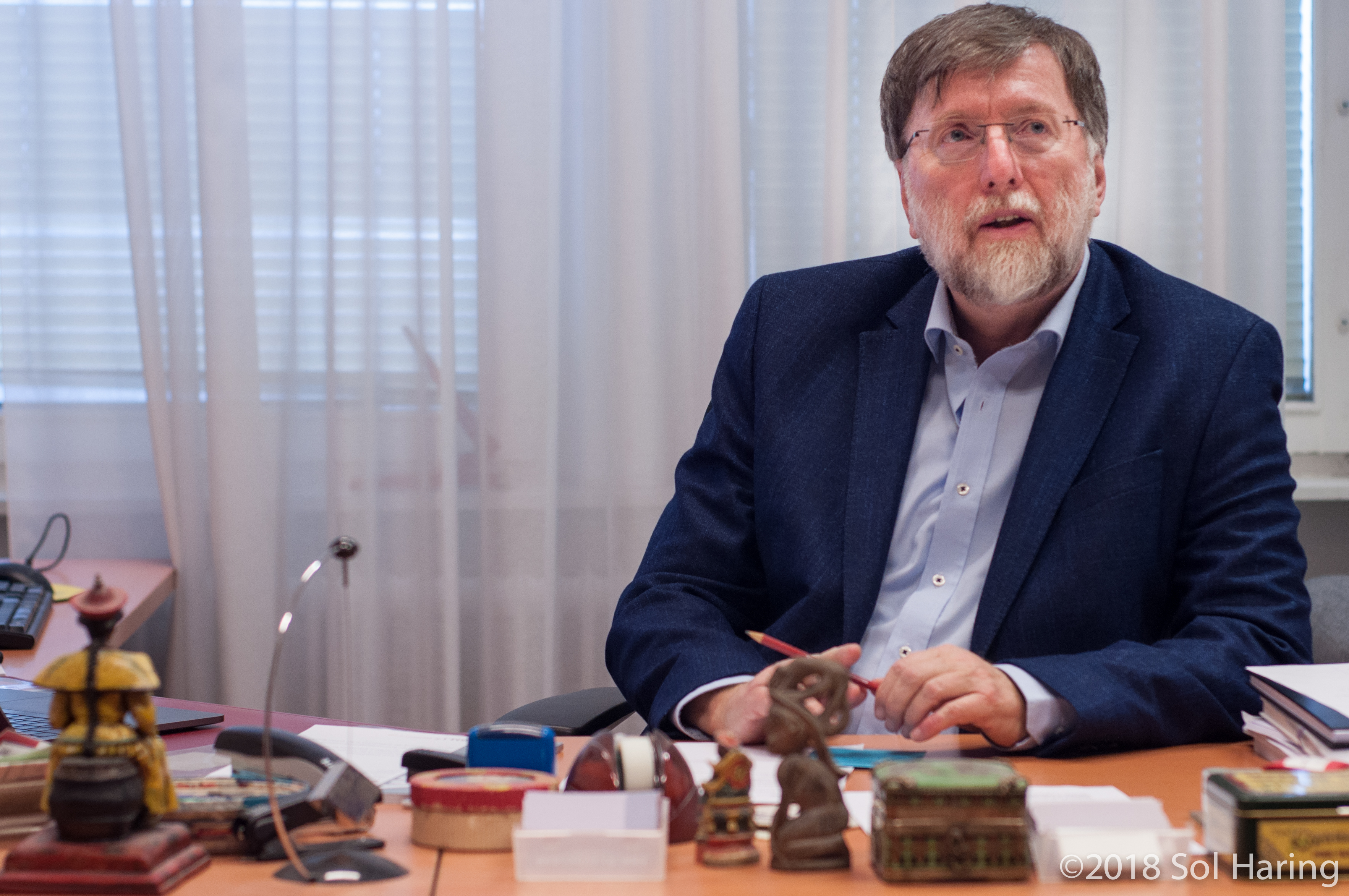
Franz Kolland, 2018

Franz Kolland (* 1954 in Feldbach) ist ein österreichischer Soziologe und Gerontologe.

## Leben
Franz Kolland wurde 1954 als zweites von drei Kindern in Feldbach (Steiermark) geboren, ist seit 1988 verheiratet mit Silvia Martín Pérez und Vater von zwei Töchtern.
Er besuchte das Bundesrealgymnasium in Gleisdorf, wo er 1973 maturierte. Danach studierte er Soziologie an der Universität Wien. 1979 erhielt er den akademischen Grad eines Magisters und promovierte 1985 zum Thema „Bildungsbenachteiligung im Alter“. 1994 habilitierte er sich in Soziologie und Empirischer Sozialforschung mit der Habilitationsschrift „Kulturelles Handeln in der zweiten Lebenshälfte: soziologische Typen sinnstiftender Einstellungen und Verhaltensweisen“, die 1996 unter dem Titel „Kulturstile älterer Menschen: jenseits von Pflicht und Alltag“ im Böhlau-Verlag erschien. Seit 1997 ist er Außerordentlicher Universitätsprofessor für Soziologie an der Universität Wien.
Von 2010 bis 2019 war er Sprecher des Forschungsschwerpunkts „Familie, Generationen und Gesundheitsförderung“ der Fakultät für Sozialwissenschaften der Universität Wien und zwischen 2012 und 2019 Studiengangsleiter des Masterstudiengangs „Gerontologie und soziale Innovation“ der Universität Wien. 2005 übernahm er die wissenschaftliche Begleitung des Masterstudiengangs Geragogik der Kirchlich-Pädagogischen Hochschule Wien/Krems. Darüber hinaus arbeitete er am Ludwig Boltzmann-Institut für Sozialgerontologie und Lebenslaufforschung in Wien (1981–2005), dem er zwischen 1999 und 2005 als wissenschaftlicher Ko-Leiter vorstand. Er ist Vorstandsmitglied der Österreichischen Gesellschaft für Gerontologie und Geriatrie (ÖGGG) und Mitglied des Alter(n)sbeirats des Bundesministeriums für Soziales, Gesundheit und Konsumentenschutz.
2019 wurde er auf die Professur für Gerontologie an der Karl Landsteiner Privatuniversität für Gesundheitswissenschaften in Krems berufen. Er ist seit Juli 2018 Leiter des Zentrums für Gerontologie und Gesundheitsforschung.
Seine Forschungsschwerpunkte liegen in der quantitativen Soziologie und der sozialen Gerontologie mit dem Fokus auf Bildungs- und Kulturforschung im Alter, Gesundheit und Pflegeversorgung, ältere Beschäftigte und neue Technologien (Ambient Assisted Living, AAL).
Geprägt und getragen ist das wissenschaftliche Engagement von der Intention einer Sichtbarmachung, Neubestimmung und Verortung der Lebensphase Alter und des älteren Menschen in der (nicht nur) österreichischen Gesellschaft. Wissenschaft hat nach seinem Verständnis nicht nur die theoriefokussierte Aufgabe der Beschreibung und Analyse gesellschaftlicher Strukturen und Dynamik, sondern auch die praxisbezogene Aufgabe der Mitgestaltung sozialer Veränderungen. Als unzureichend sieht Kolland den Begriff der Aktivität für die Bestimmung eines gelingenden Alterns. Gelingendes Altern ist vielmehr zu verorten im Dreieck von bedingter (sinnbezogener) Aktivität, Autonomie und sozialer Anerkennung.
Franz Kolland publiziert in nationalen und internationalen Fachzeitschriften. Er ist Herausgeber der Zeitschrift für Gerontologie und Geriatrie und Mit-Herausgeber des International Journal of Education and Ageing.

## Ausgewählte Schriften

### Buchveröffentlichungen
- F. Kolland, R. Rohner, S. Hopf, V. Gallistl: Wohnmonitor Alter. Wohnbedürfnisse und Wohnvorstellungen im Dritten und Vierten Lebensalter. Studienverlag, Innsbruck 2018.
- F. Kolland, V. Gallistl, A. Wanka: Bildungsberatung für Menschen im Alter. Kohlhammer, Stuttgart 2018.
- G. Faschingeder, F. Kolland: Bildung und ungleiche Entwicklung. Globale Konvergenzen & Divergenzen. New Academic Press, Wien 2015.
- F. Kolland, A. Amann: Das erzwungene Paradies des Alters. Weitere Fragen an eine Kritische Gerontologie. 2. Auflage. Springer, Wiesbaden 2014.
- K. Baumgartner, F. Kolland, A. Wanka: Altern im ländlichen Raum. Entwicklungsmöglichkeiten und Teilhabepotentiale. Kohlhammer, Stuttgart 2013.
- F. Kolland, P. Ahmadi: Bildung und aktives Altern. Bewegung im Ruhestand. Bertelsmann, Bielefeld 2010.
- F. Kolland, P. Dannecker, A. Gächter, C. Suter: Soziologie der globalen Gesellschaft. Mandelbaum, Wien 2010.
- F. Kolland: Bildungschancen für ältere Menschen. Ansprüche an ein gelungenes Leben. Lit, Münster 2005.
- F. Kolland: Studienabbruch: Zwischen Kontinuität und Krise. Braumüller, Wien 2002.
- F. Kolland: Kulturstile älterer Menschen. Jenseits von Pflicht und Alltag. Böhlau-Verlag, Wien 1996.
- L. Rosenmayr, G. Majce, F. Kolland: Jahresringe. Altern gestalten. Verlag Holzhausen, Wien 1996.

### Zeitschriftenbeiträge
- A.-S. Mayrhuber, M. L. Dückers, P. Wallner, A. Arnberger, B. Allex, L. Wiesböck, A. Wanka, F. Kolland, R. Eder, H.-P. Hutter, R. Kutalek: Vulnerability to heatwaves and implications for public interventions – A scoping review. In: Environmental Research. Band 166, 2018, S. 42–54.
- F. Kolland: Sterben als gesellschaftliches Tabu. In: Imago Hominis. Band 25, Nr. 2, 2018, S. 87–98.
- F. Kolland: Identity Work and Lifelong learning in Ageing Societies. In: International Journal of Education and Ageing. Band 4, Nr. 2, 2018, S. 79–92.
- A. Arnberger, B. Allex, R. Eder, M. Ebenberger, A. Wanka, F. Kolland, P. Wallner, H.-P. Hutter: Elderly Resident´s Uses of and Preferences for Urban Green Spaces during Heat Periods. In: Urban Forestry & Urban Greening. Band 21, Nr. 2, 2017, S. 102–115.
- A. Wanka, F. Kolland, S. Psihoda: Job Strain and Coping among Ageing Baby Boomers. In: Zeitschrift für Gerontologie und Geriatrie. Band 48, Nr. 6, 2015, S. 511–516.
- F. Kolland, R. Meyer Schweizer: Werte und Wertewandel im Alter. In: Zeitschrift für Gerontologie und Geriatrie. Band 45, Nr. 5, 2012, S. 70–78.
- F. Kolland: Gesellschaftliche Dimensionen von Frailty (Gebrechlichkeit). In: SWS-Rundschau. Band 51, Nr. 4, 2011, S. 426–437.
- F. Kolland: Gerontologie- und Geriatrieausbildung in Österreich. In: Zeitschrift für Gerontologie und Geriatrie. Band 40, Nr. 6, 2007, S. 433–437.
- F. Kolland: Tourismus im gesellschaftlichen Wandel – Entwicklungslinien und Erklärungsversuche. In: SWS-Rundschau. Band 46, Nr. 3, 2006, S. 245–270.
- F. Kolland: Streit der Generationen? Altern im Feld von Generationenbeziehung und Generationenverhältnis. In: Journal für Psychologie. Band 14, Nr. 2, 2006, S. 205–226.
- F. Kolland: In weiter Ferne. Der lange Weg zu einer neuen Alterskultur. In: Universitas. Band 56, Nr. 5, 2001, S. 494–499.
- F. Kolland: Contrasting Cultural Profiles between Generations: Interests and Common Activities in Three Intrafamilial Generations. In: Ageing and Society. Band 14, Nr. 3, 1994, S. 319–340.
- F. Kolland: Social Determinants and Potentials of Education in Later Life: The Case of Austria. In: Educational Gerontology. Band 19, Nr. 6, 1993, S. 535–550.
- F. Kolland: Sport und Bewegung im mittleren und höheren Alter. In: Österreichische Zeitschrift für Soziologie. Band 17, Nr. 4, 1992, S. 24–37.
- F. Kolland: Intergenerationelles Lernen: Ein Paradigma (?) auf dem Prüfstand. Positionen der Geragogik im "Spätstudium": Ergebnisse einer Befragung von Spätstudierenden. In: Unterrichtswissenschaft. Band 19, Nr. 2, 1991, S. 167–186.
- F. Kolland: National Cultures and Technology Transfer. In: International Journal of Intercultural Relations. Band 14, Nr. 3, 1990, S. 319–336.

## Ehrungen und Auszeichnungen
- 2010: Österreichischer Staatspreis für Erwachsenenbildung für die Studie „Bildung und aktives Altern – Bewegung im Ruhestand“
- 2016: Österreichisches Ehrenkreuz für Wissenschaft und Kunst
- 2019: Verleihung des Titels Honorarprofessor FH-Campus Wien
- 2019: Großes Goldenes Ehrenzeichen für Verdienste um das Bundesland Niederösterreich